# Jacob van Duijn
Jacob van Duijn (Delft, 29 december 1974) is een Nederlandse auteur en ondernemer, die in 1997 debuteerde met de roman Para!  en in 2005 volgde de roman Hyper, gesitueerd tijdens de internetzeepbel.
Van Duijn was tevens een van de schrijvers achter de verhalenbundel Man zoekt vrouw om hem gelukkig te maken (2004, ISBN 9789051088700), gepubliceerd onder het pseudoniem Yusef el Halal samen met een groep collega-schrijvers onder wie Ronald Giphart, Ingmar Heytze, Ernest van der Kwast en Steven Verhelst. Het werk van Van Duijn kenmerkt zich door moderne, grootstedelijke thema's, met veel gebruik van ironie en overdrijving.
Naast zijn literaire werk heeft Van Duijn ook bekendheid als (internet)ondernemer. Hij was o.a. directeur van design-beeldbank Liever.
Van Duijn is de zoon van de econoom Jaap van Duijn.
- Gemeinsame Normdatei: 173785107
- International Standard Name Identifier: 0000 0001 2026 5346
- Library of Congress Control Number: n97126300
- Nederlandse Thesaurus van Auteursnamen: 156640023
- Virtual International Authority File: 58373458
- WorldCat: E39PBJhmDR9tkjDRr346YBBkjC